# Mario Fernández Baeza

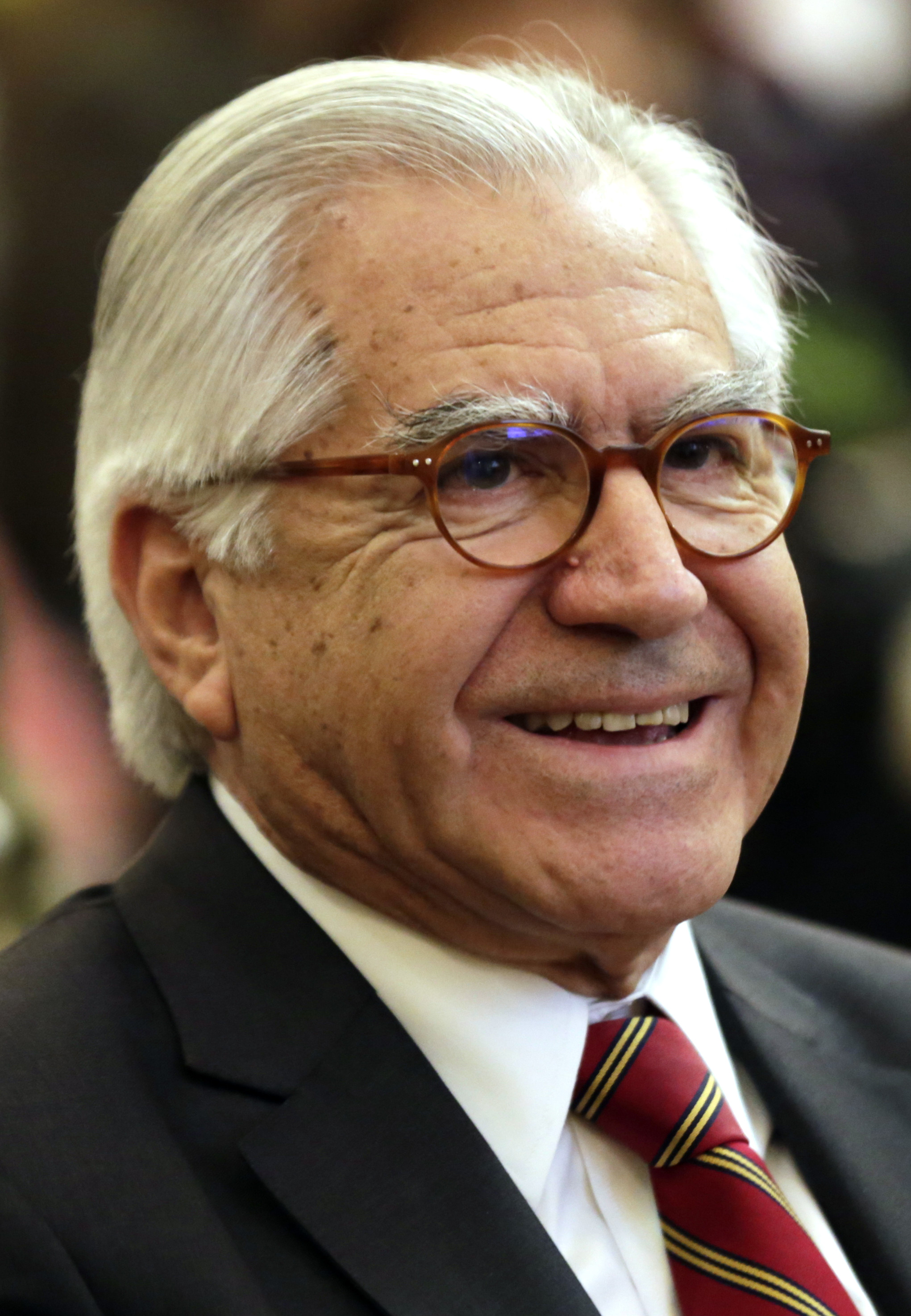
Mario Fernández Baeza (2017)

Mario Adolfo del Carmen Fernández Baeza (* 22. November 1947 in Rancagua) ist ein chilenischer Rechtsanwalt, Hochschullehrer und Politiker und Mitglied der Partido Demócrata Cristiano de Chile (PDC). Er war von 2016 bis 2018 Minister für Inneres und öffentliche Sicherheit im Kabinett Bachelet II.
Zuvor war er Verteidigungsminister, Minister des Präsidialamtes von Ricardo Lagos und von 2006 bis 2011 Mitglied des Verfassungsgerichts. Außerdem war er chilenischer Botschafter in Deutschland, Österreich und Uruguay.

## Leben
Mario Fernández Baeza besuchte die Escuela Pública Nª 3 und das Liceo de Hombres de Rancagua. 1967 begann er ein Studium an der juristischen Fakultät der Universidad de Chile, 1975 schloss er sein Studium der Rechts- und Sozialwissenschaften ab. Anschließend absolvierte er ein Postgraduales Studium in Politikwissenschaft, Geschichte, Völkerrecht und Philosophie an der Ruprecht-Karls-Universität Heidelberg, wo er promovierte.
Fernández Baeza lehrte Rechtswissenschaften unter anderem an der Universität Diego Portales, der Pontificia Universidad Católica de Chile, der Universidad de los Andes und der Universidad de Chile.

## Politik

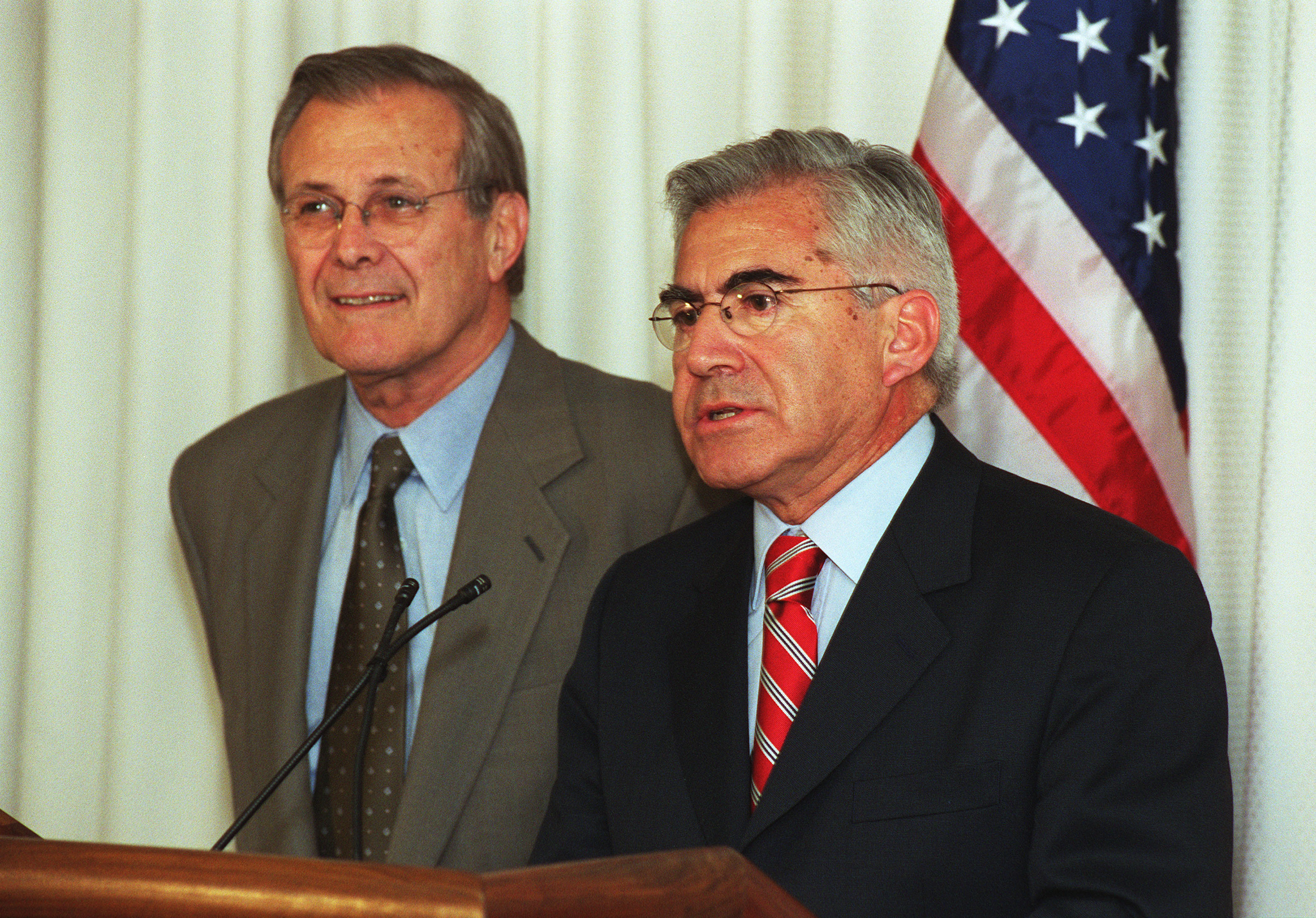
Fernández mit Donald Rumsfeld (2001)

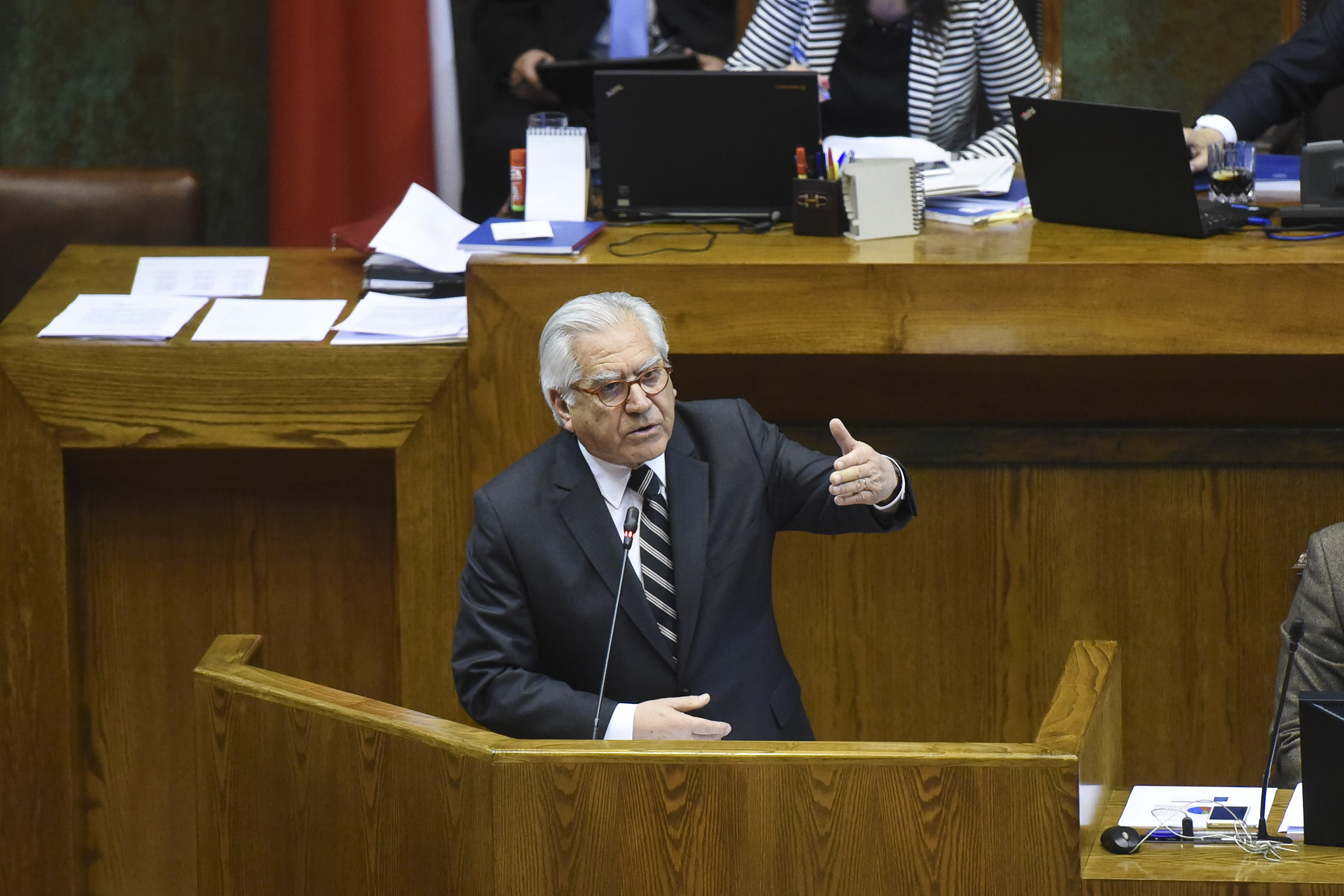
Fernández im Nationalkongress (2017)

Fernández ist seit 1966 Mitglied der Partido Demócrata Cristiano und war unter Patricio Aylwin und Eduardo Frei Ruiz-Tagle Unterstaatssekretär für Luftfahrt (1990–1993, 1994–1995) und Unterstaatssekretär für Krieg (1996–1999).
Im Jahr 2000 wurde Fernández von Ricardo Lagos zum Verteidigungsminister ernannt. Dieses Amt hatte er bis 2002 inne, als das Ressort bei einer Kabinettsumbildung an die spätere Präsidentin Michelle Bachelet ging und Fernández das Amt als Minister des Präsidialamtes übertragen wurde. Nach seiner Zeit als Minister wurde er 2003 zum Botschafter in Deutschland ernannt.
Am 13. Dezember 2005 ernannte ihn der Senat zum Mitglied des Verfassungsgerichts, worauf hin er am 1. Januar 2006 sein Amt antrat. Am 31. März 2011 kündigte er seinen Rücktritt von diesem Amt an, um für ein chilenisches Beratungsunternehmen tätig zu werden und seine Lehrtätigkeit an verschiedenen Universitäten wieder aufzunehmen.
Im April 2014 wurde er Botschafter Chiles in Österreich. Am 18. Juni 2015 wurde er Botschafter in Uruguay, ehe er am 8. Juni 2016 von Michelle Bachelet zum Minister für Inneres und öffentliche Sicherheit ernannt wurde.
Nach seiner Amtszeit als Minister nahm Fernández seine Tätigkeit als Professor an der juristischen Fakultät der Universidad de Chile, insbesondere im Fachbereich Öffentliches Recht, sowie als Wissenschaftler am Institut für Politikwissenschaft der Pontificia Universidad Católica de Chile wieder auf und spezialisierte sich auf politische Institutionen und Verfassungsrecht, die politische Entwicklung in Chile und Wahlsysteme.

## Sonstiges
Mario Fernández Baeza ist Katholik und Supernumerarier des Opus Dei. Er gab an, dass sein Glaube keine Auswirkungen auf Regierungsangelegenheiten habe. 2001 erhielt er das Großkreuz des Nationalen Ordens vom Kreuz des Südens.

## Publikationen
- Más allá de la transición, Santiago de Chile, 1986
- Las políticas sociales en el Cono Sur, 1975–1985, Santiago de Chile, 1986
- mit Dieter Nohlen und O. Bareiro: Kooperation und Konflikt im La Plata-Becken, Saarbrücken/Fort Lauderdale, 1986
- mit Dieter Nohlen und A. van Klaveren: Demokratie und Außenpolitik in Lateinamerika, Opladen, 1991
- mit Dieter Nohlen: Presidencialismo versus parlamentarismo en América Latina, Caracas, 1991
- mit Dieter Nohlen: El Presidencialismo renovado, Caracas, 1998